# 黃子美
黃子美（1553年—1605年），字尚含，號萬溪，山東兗州府曲阜縣民籍江西南昌府南昌縣人，明朝政治人物。

## 生平
其先江西南昌人，黄庭坚之後，明初徙居山東曲阜。子美兄弟六人，皆以儒雅稱，獨子美岐嶷不凡。弱冠登萬曆四年（1576年）丙子科山東鄉試第二十三名，萬曆八年（1580年）庚辰科會試第九十二名，登二甲第三十七名進士。礼部觀政，九年授南京刑部主事，十四年升郎中，十六年遷德安府知府，十七年丁憂歸。二十年再補延安府，二十三年轉西寧兵備副使，二十五年以塞功加升左參政，二十六年丁憂歸。二十九年叙升山西按察使，起为遼海東寧監軍。時巨璫高某治税，大帥李成梁治兵，皆政事之當相關者，子美与議，每落落難合，既不得行所志，鬱鬱求去，未及報命而卒。嘗自名讀書處曰今是，題聯云：三仕歸来三徑適，覺今是而昨非；一貧博得一身閑，信此羸而彼詘。

## 家族
曾祖黃金繡；祖父黃邦良；父黃國材。母段氏。